# Galeria Tretiakov

Pavel Tretiakov, pictură de Ilia Repin (1883)

Galeria de Stat Tretiakov (în rusă Государственная Третьяковская галерея, Gosudarstvennaia Tretiakovskaia galereia) este un muzeu în Moscova fondat în 1856 de colecționarul de artă Pavel Tretiakov care a cumpărat opere ale artiștilor ruși contemporani cu scopul de a crea o colecție care a crescut până la dimensiunile unui muzeu.
În 1892 Tretiakov a prezentat națiunii ruse colecția sa, deja faimoasă, compusă din aproximativ 2.000 opere de artă (1.362 picturi, 526 schițe și 9 sculpturi). 
Fațada clădirii galeriei a fost proiectată de pictorul Victor Vasnețov în stilul specific basmelor rusești. Clădirea a fost construită în anii 1902-1904 la sud de Kremlin. În timpul secolului al XX-lea, galeria s-a extins cu mai multe clădiri învecinate, inclusiv biserica din secolul al XVII-lea Sf. Nicolae din Tolmachi.
Colecția conține mai mult de 130.000 de exponate, de la Sfânta Fecioară din Vladimir și Trinitate ale lui Andrei Rubliov la monumentala Compoziție VII de Vasili Kandinski și Pătratul Neagru, pictura lui  Kazimir Malevici.

## Istoric

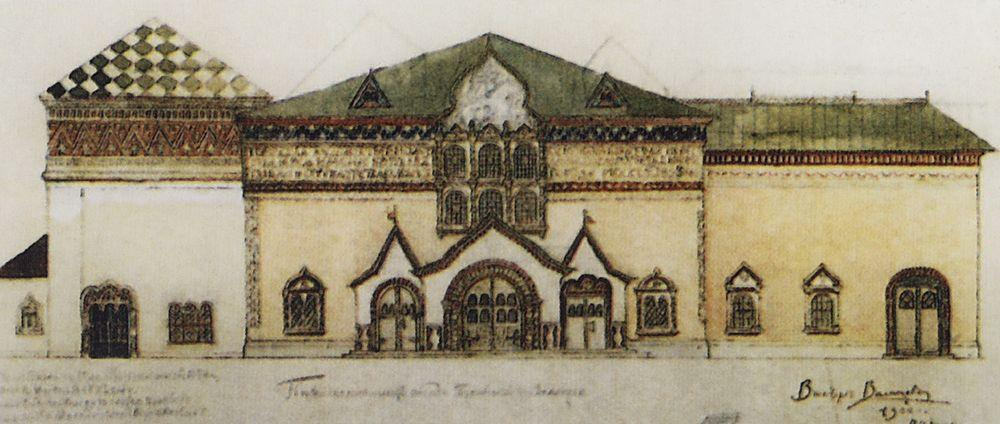
Proiectul fațadei Galeriei Tretiakov, 1900

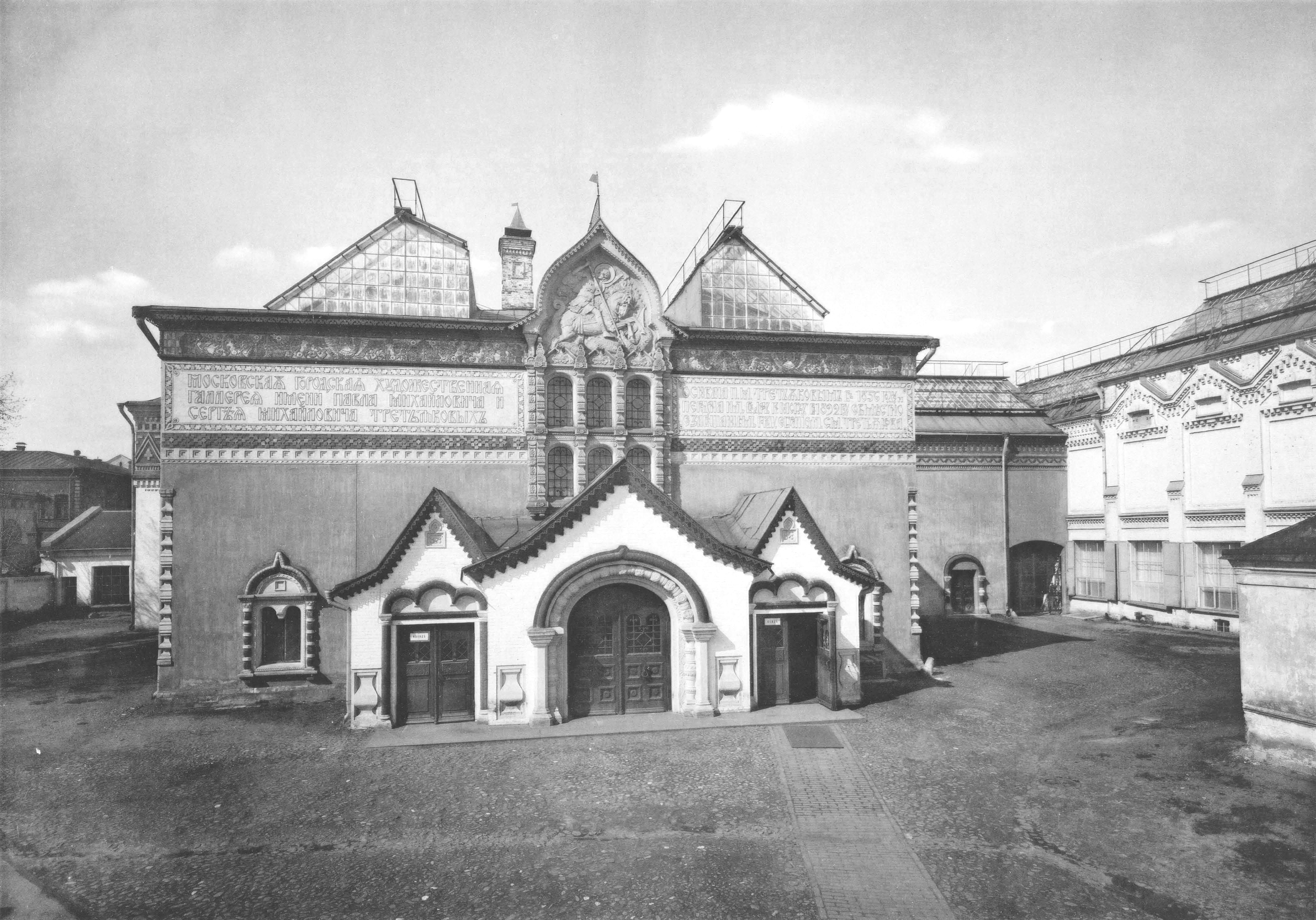
Clădirea galeriei Tretiakov din stradela Lavrușinski, 1913

### Formarea galeriilor
Fondatorul galeriei este industriașul și filantropul Pavel Tretiakov, care a venit dintr-o familie de comercianți săraci. Împreună cu fratele său, Serghei, au creat manufactura de articole de îmbrăcăminte Kostroma, care i-a adus un venit constant. Ulterior, frații Tretyakov au devenit interesați de caritate și colecții de artă: Pavel - prin lucrări ale unor artiști ruși și Serghei - prin picturi de maeștri din Europa de Vest.
Data creării galeriei este considerată a fi 1856, când Pavel Tretiakov a achiziționat două lucrări ale artiștilor contemporani ruși: "Tentația" lui Nikolay Schilder și "Lupta cu contrabandiștii finlandezi" de Vasili Khudiakov. Acestea nu sunt primele lucrări cumpărate de patronul artelor, dar datele fiabile privind achizițiile anterioare nu au fost păstrate. Colecționarul a dorit să creeze un muzeu național, care să conțină lucrări ale unor artiști ruși..

## Filiale

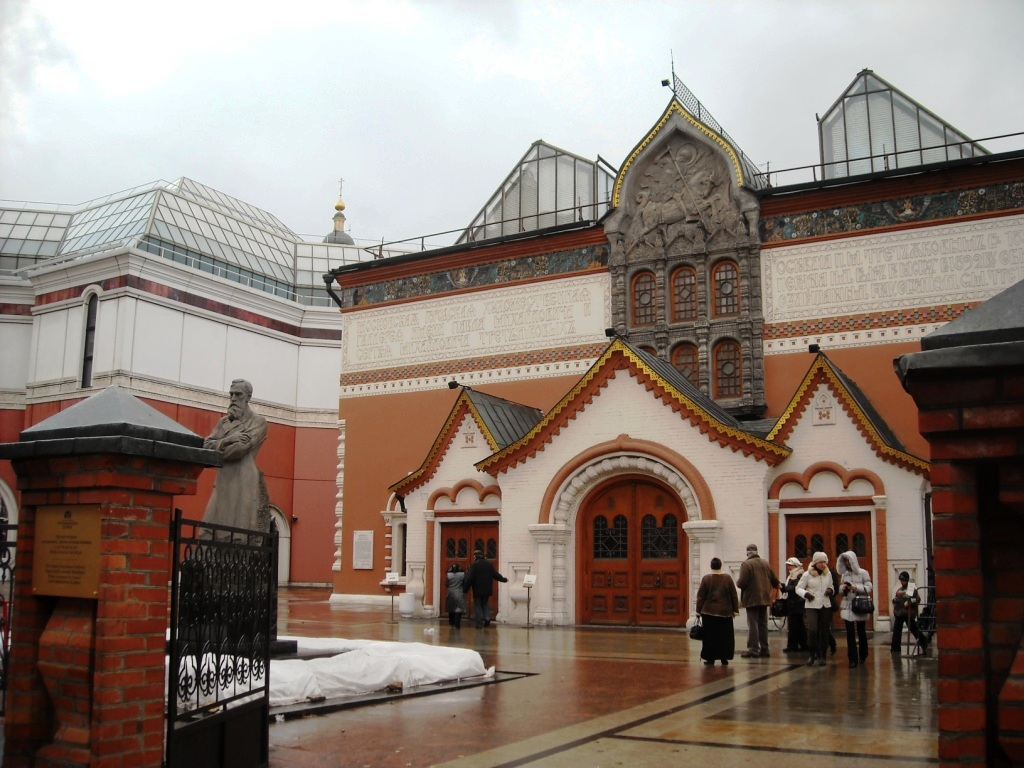
Galeria Tretiakov din Lavrușinsky
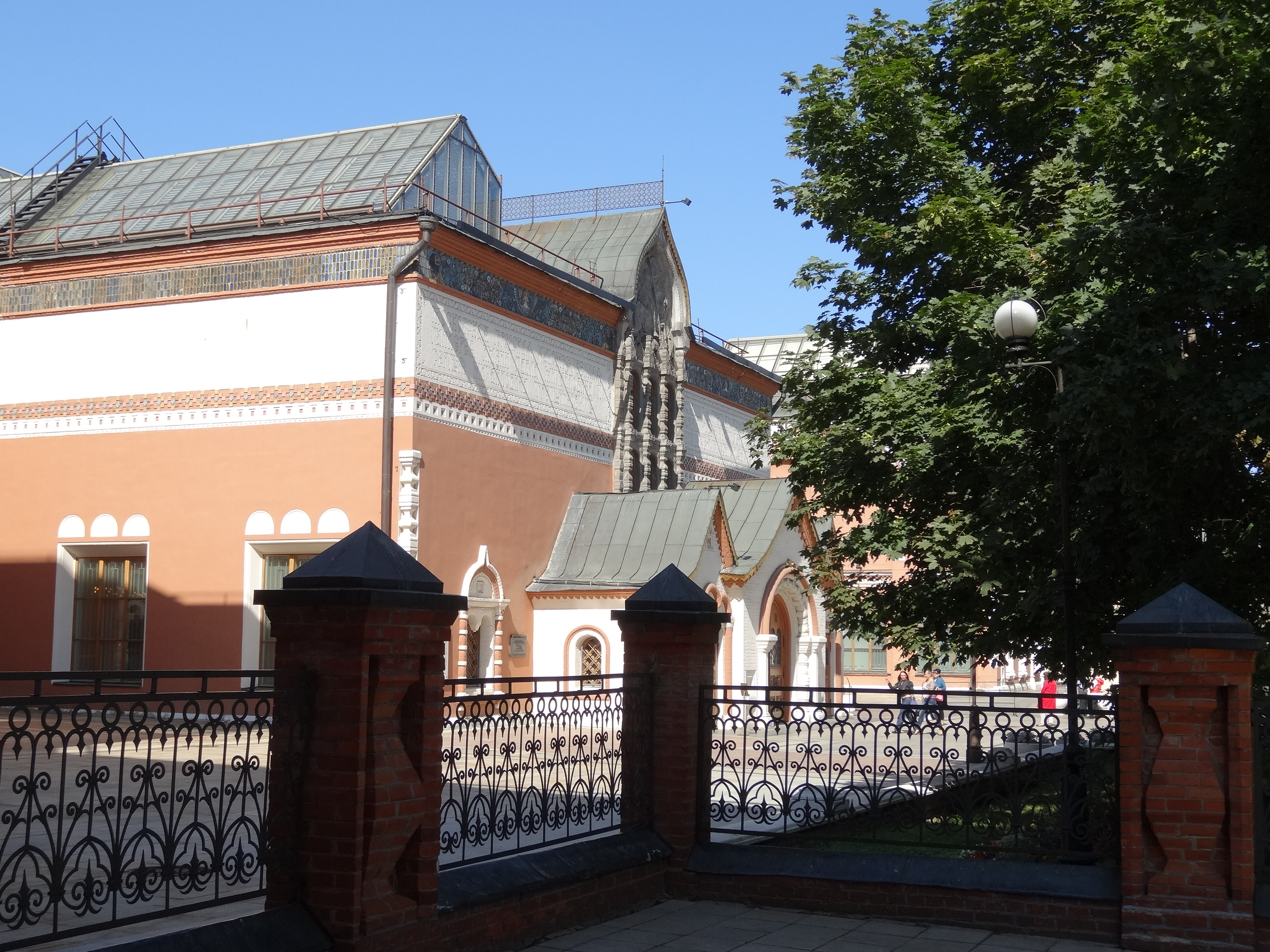
Clădirea de inginerie a galeriei Tretiakov
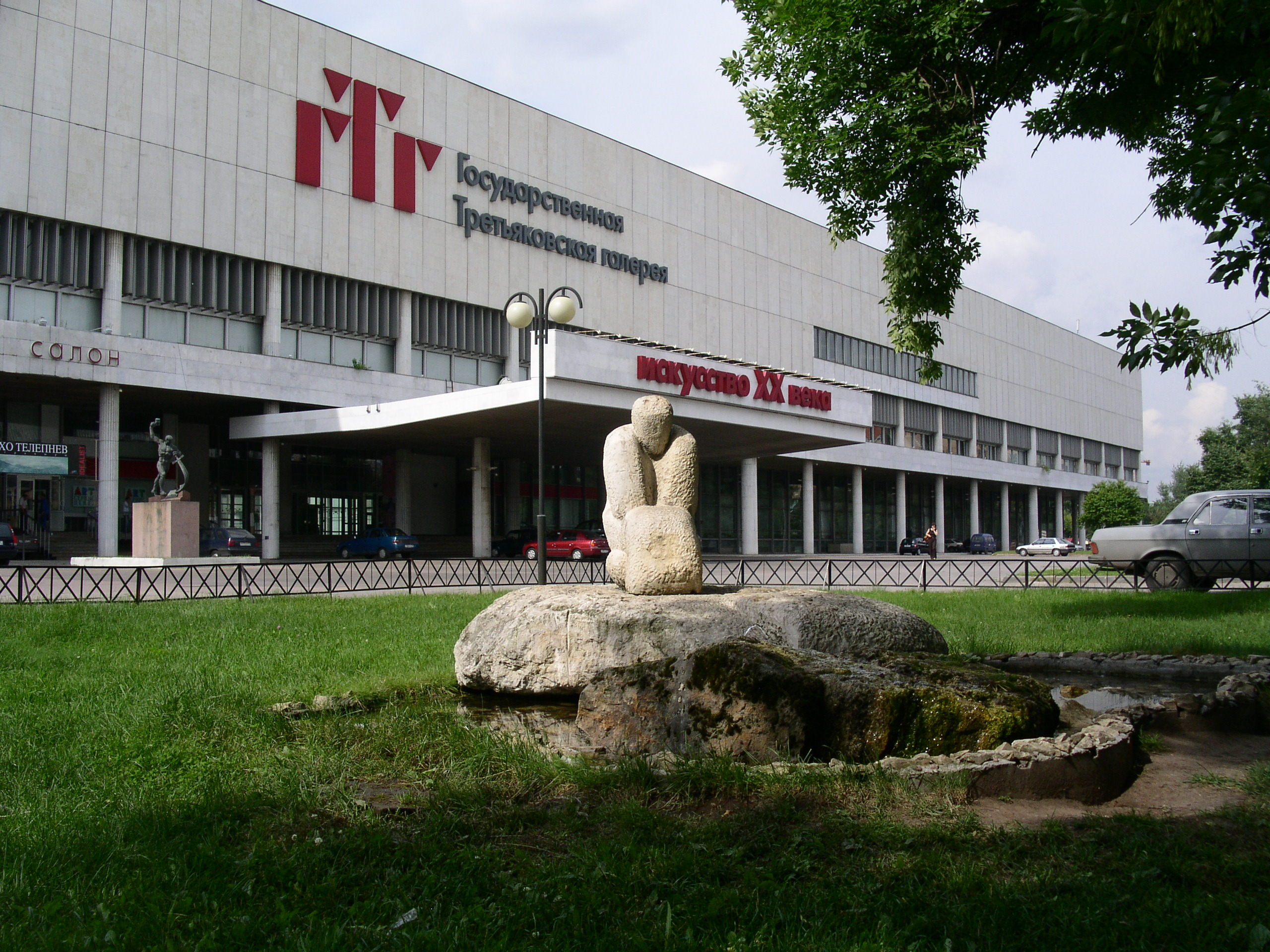
Noua Galerie Tretiakov
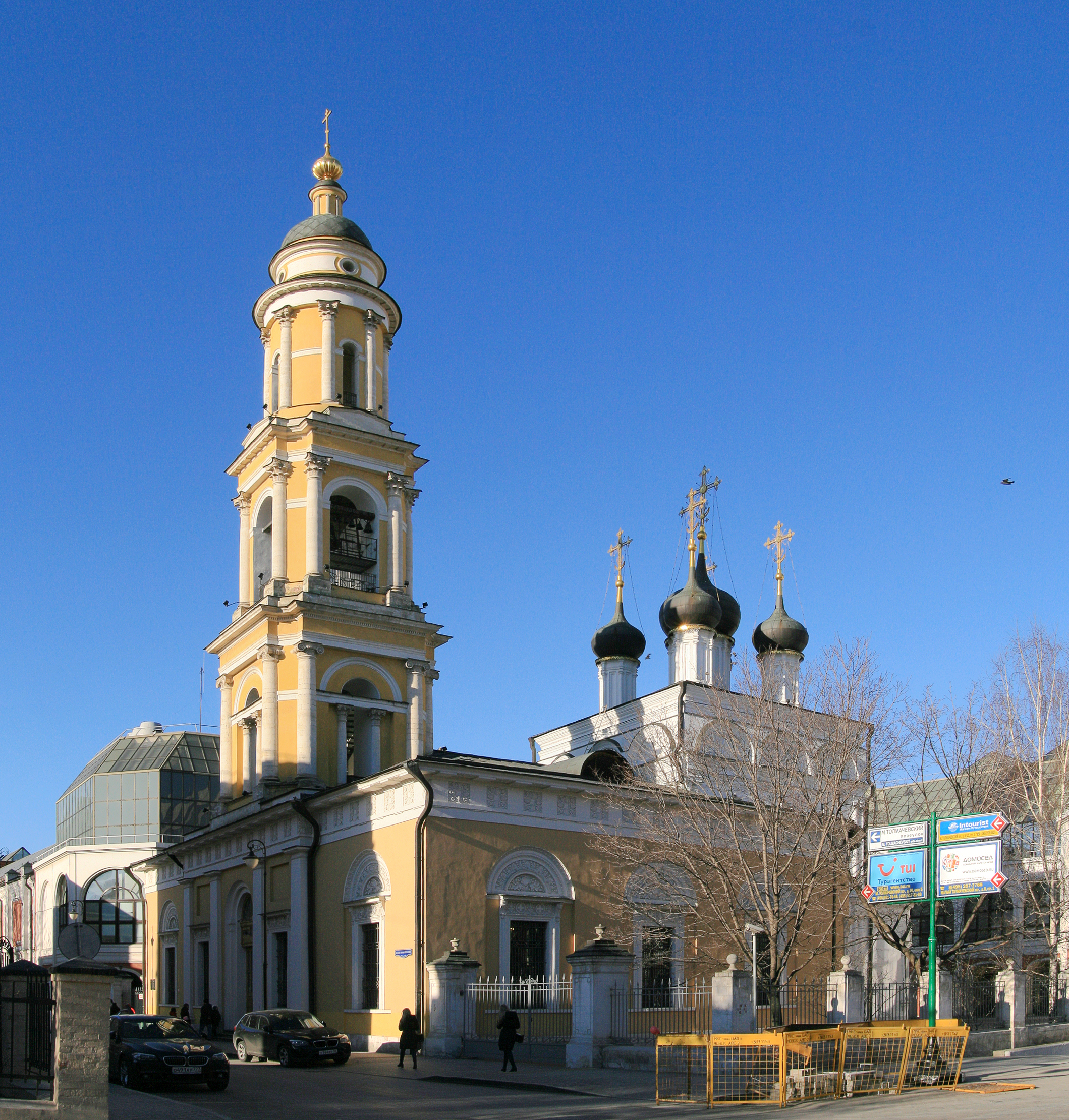
Biserica Sf. Nicolae din Tolmaci
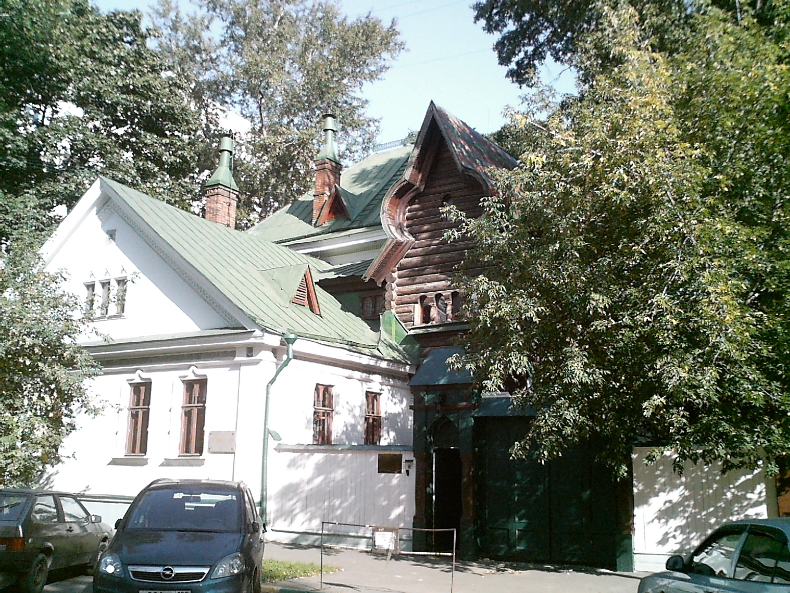
Casa-muzeu a lui Viktor Mihailovici Vasnețov
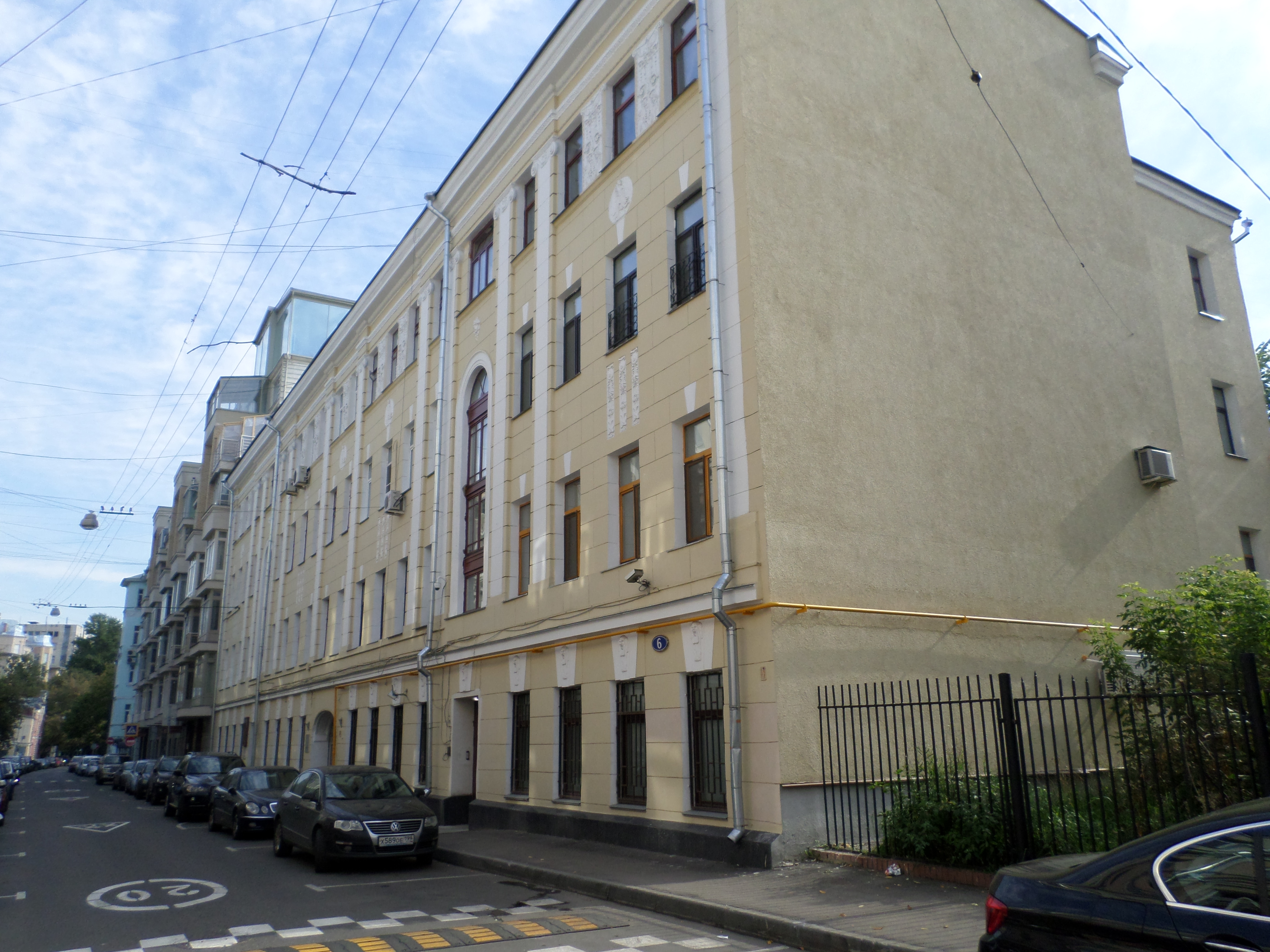
Memorialul muzeu-apartament al lui Apolinarie Vasnețov
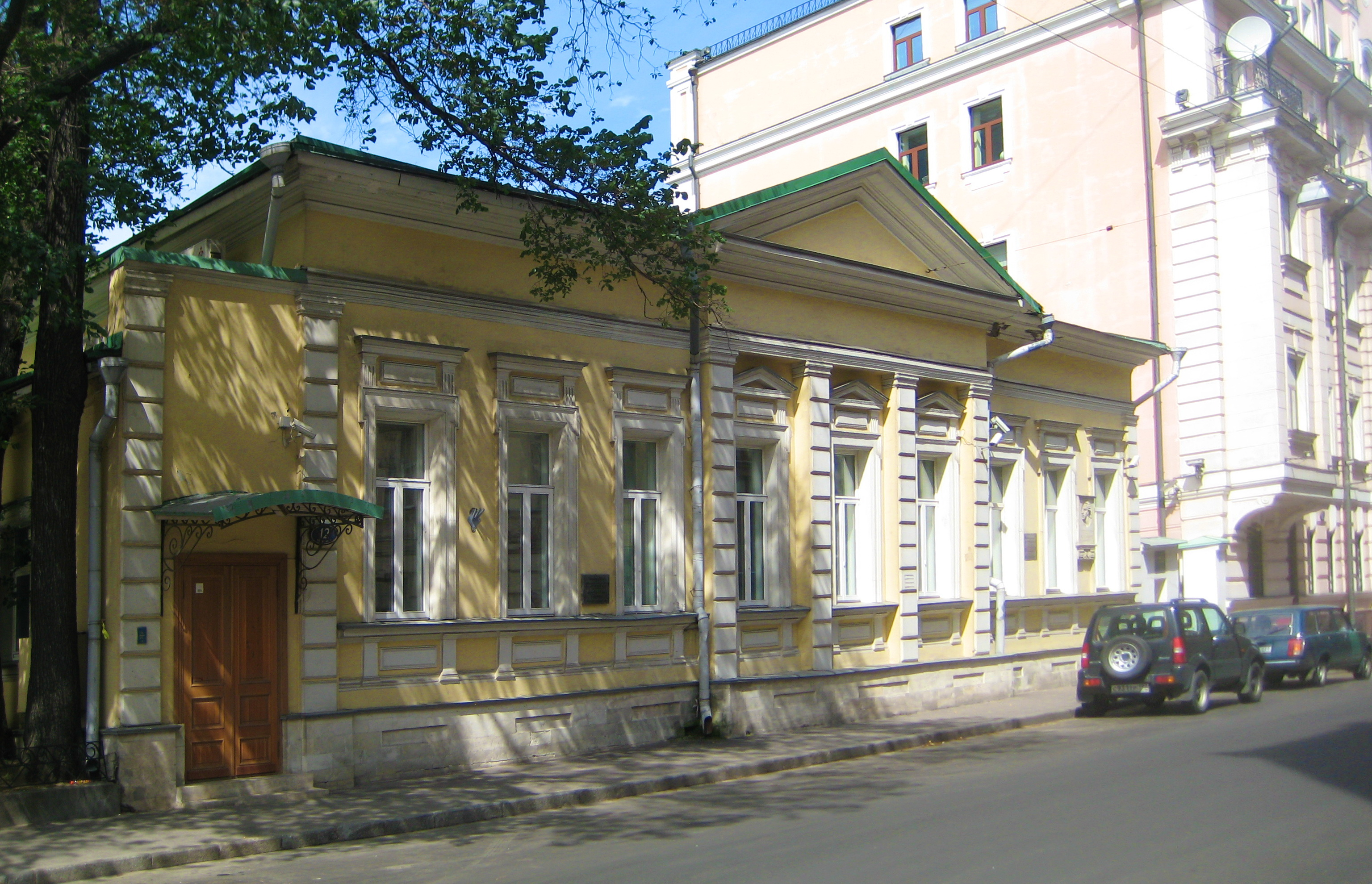
Muzeul atelier al Anei Golubkina

## Galerie

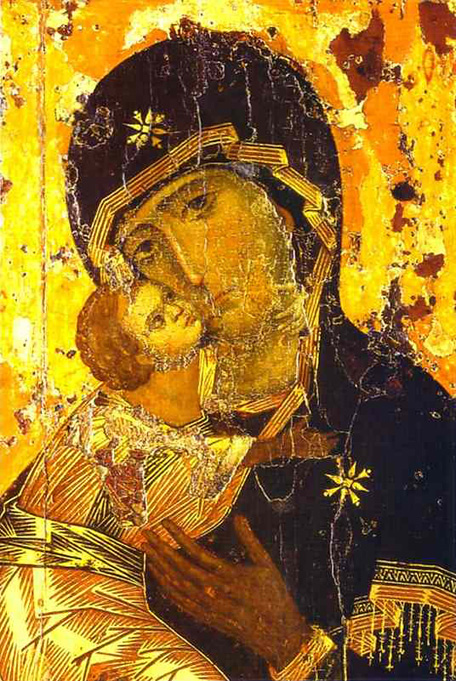
Sfânta Fecioară din Vladimir (sec. al XII-lea)
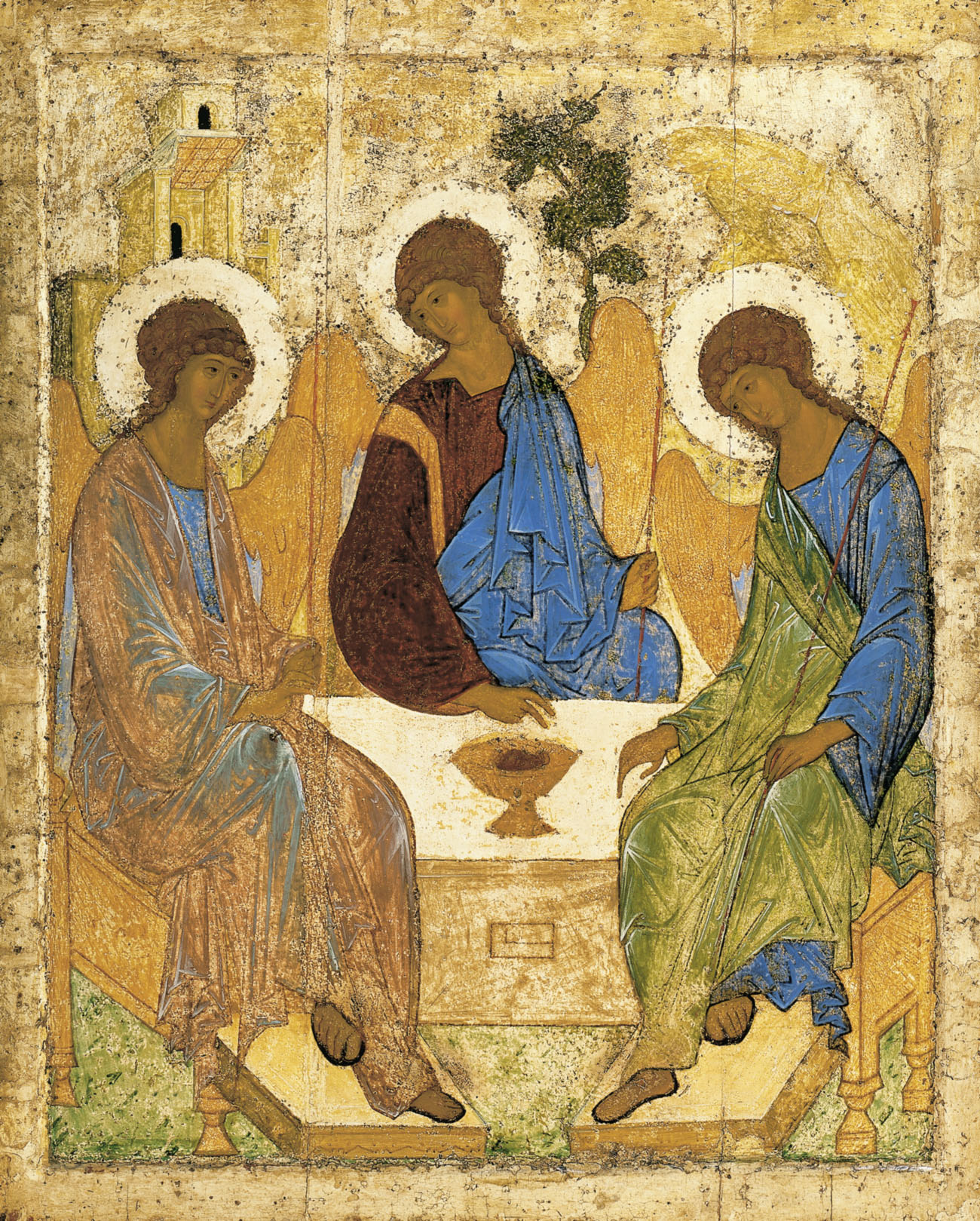
Andrei Rubliov, Sfânta Treime (1411 sau 1423-25)
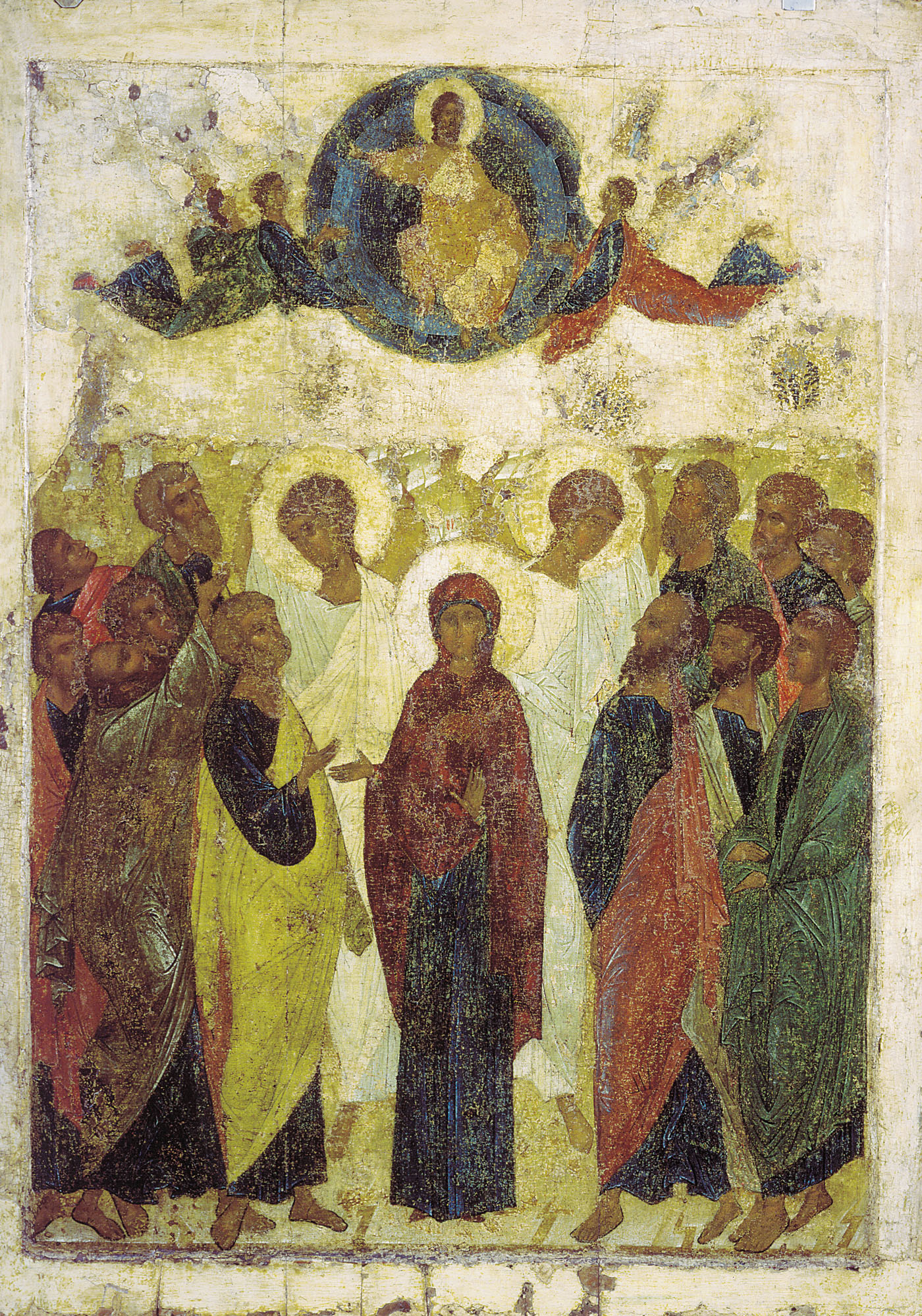
Andrei Rubliov, Înălţarea, 1408
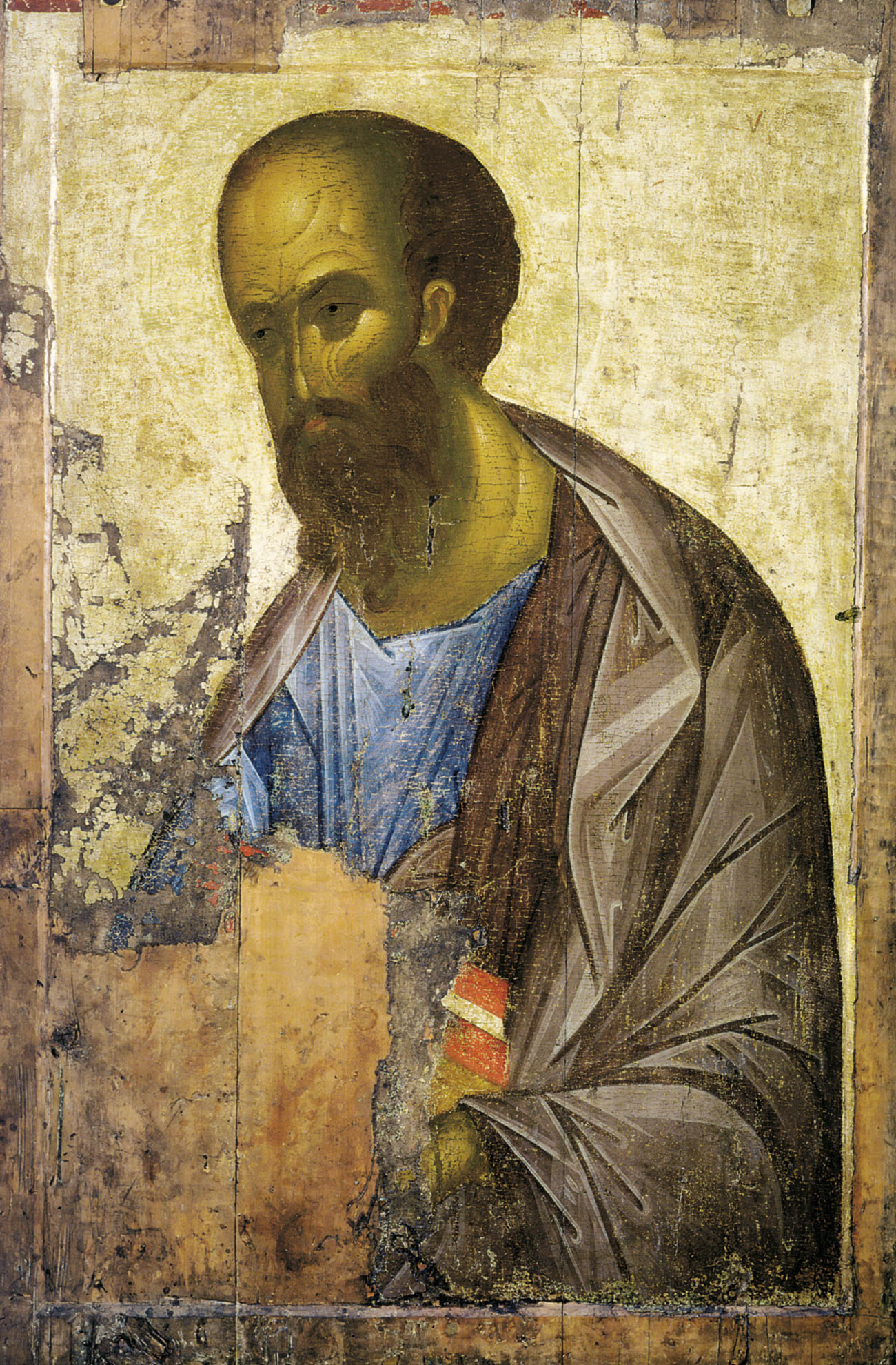
Andrei Rubliov, Apostolul Pavel, 1410
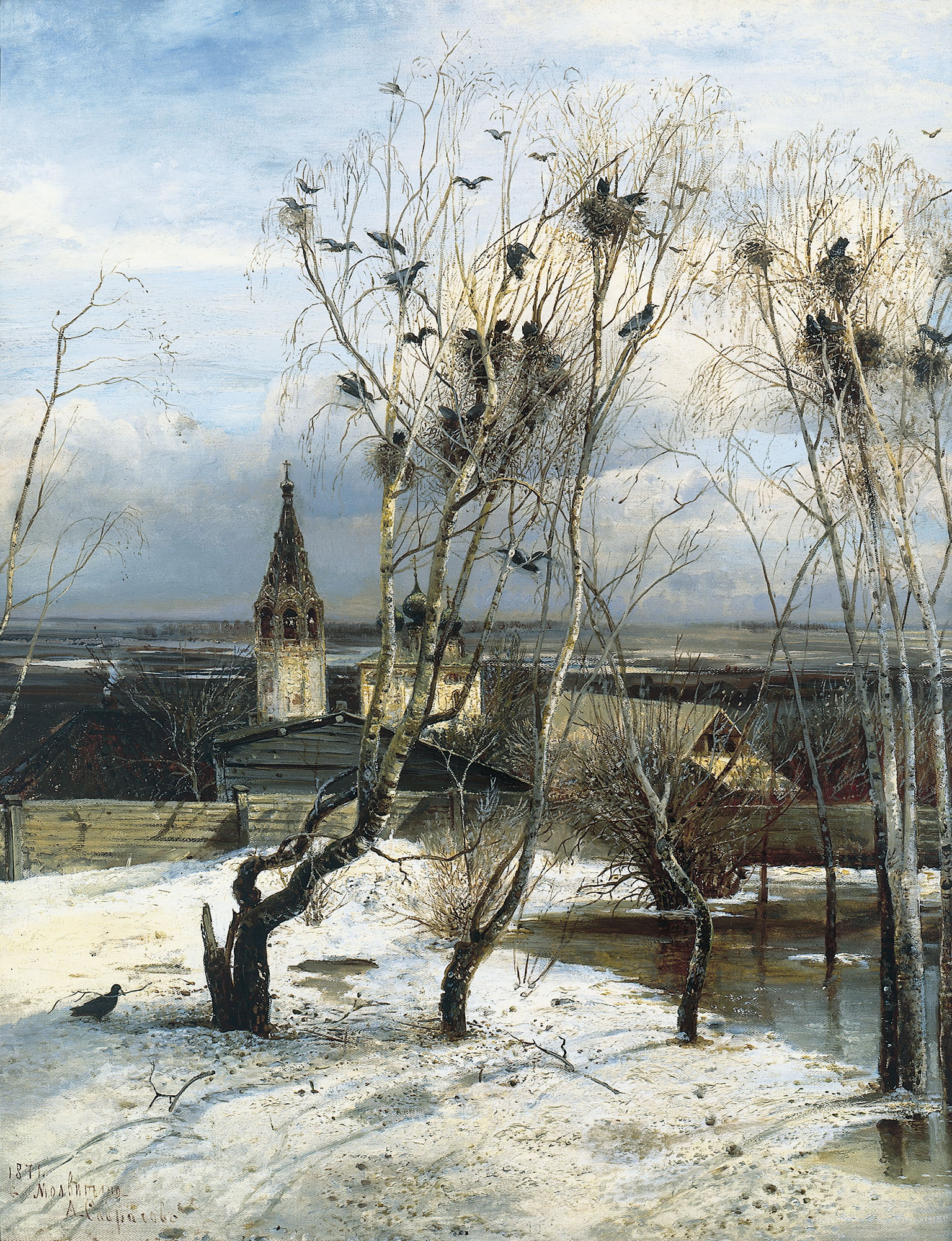
Alexei Savrasov, Corbii s-au întors (1871)
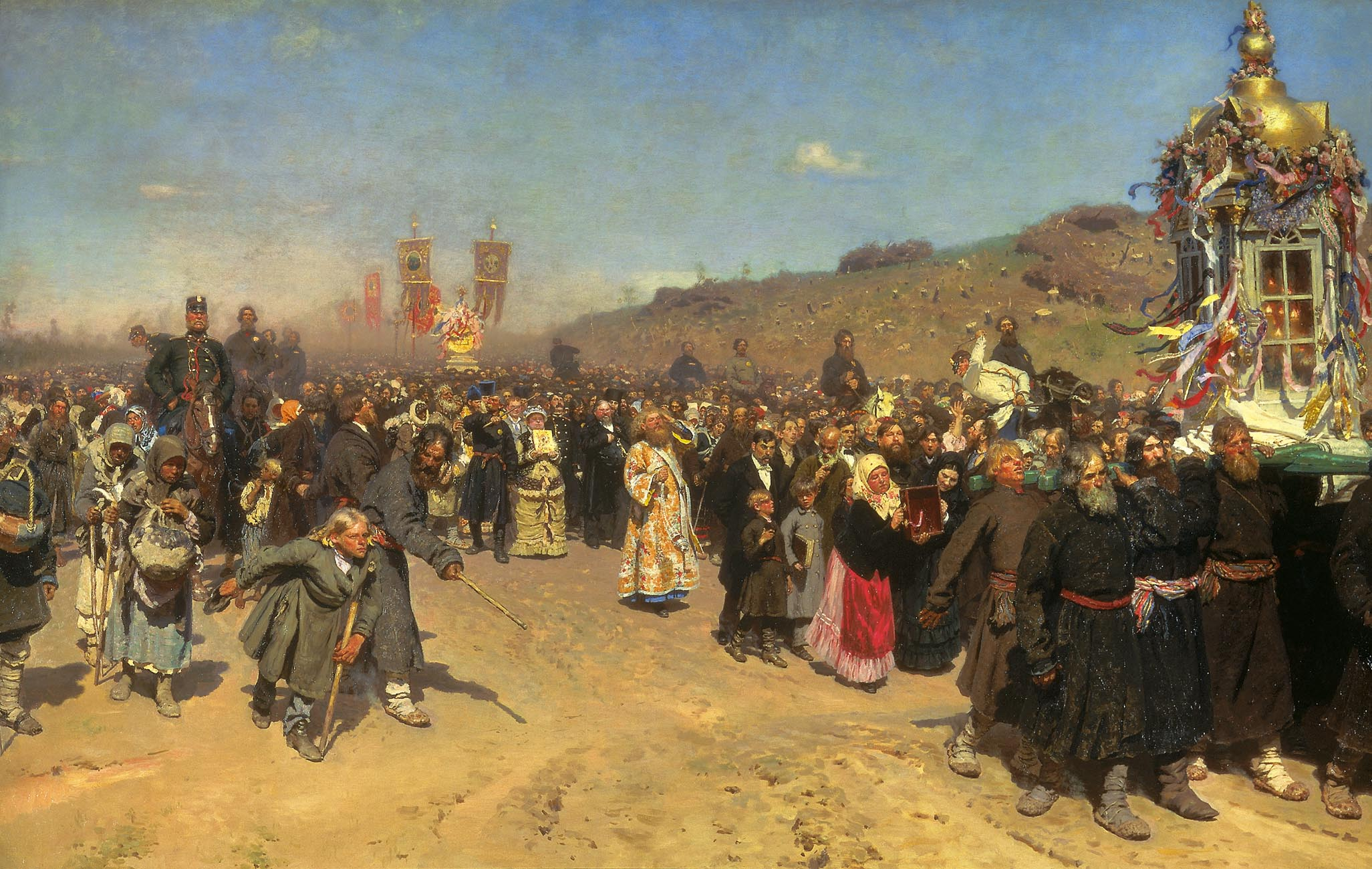
Ilia Repin, Procesiune religioasă în gubernia Kursk (1880-83)
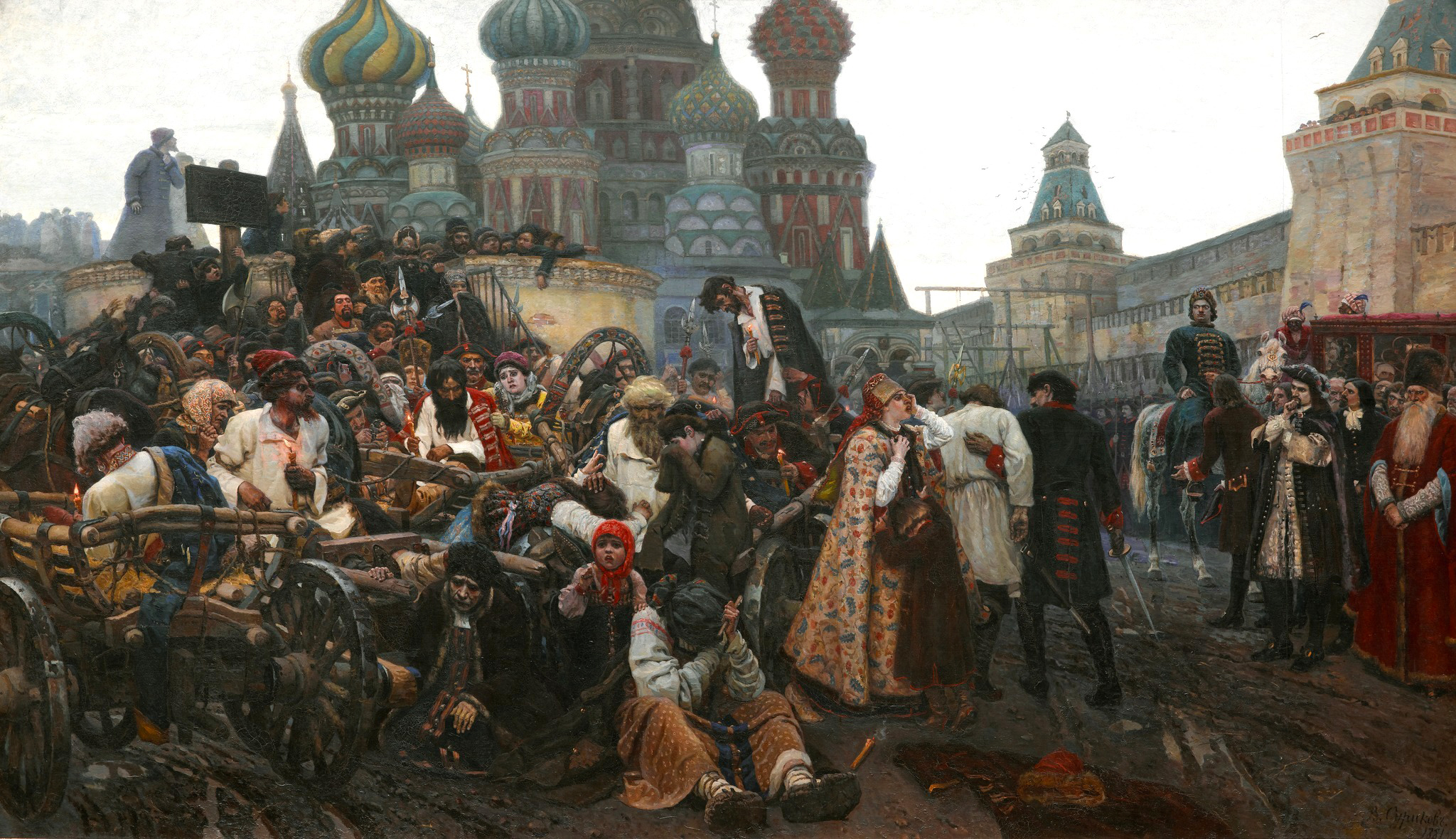
Vasili Surikov, Dimineaţa execuţiei lui Streltsi (1881)
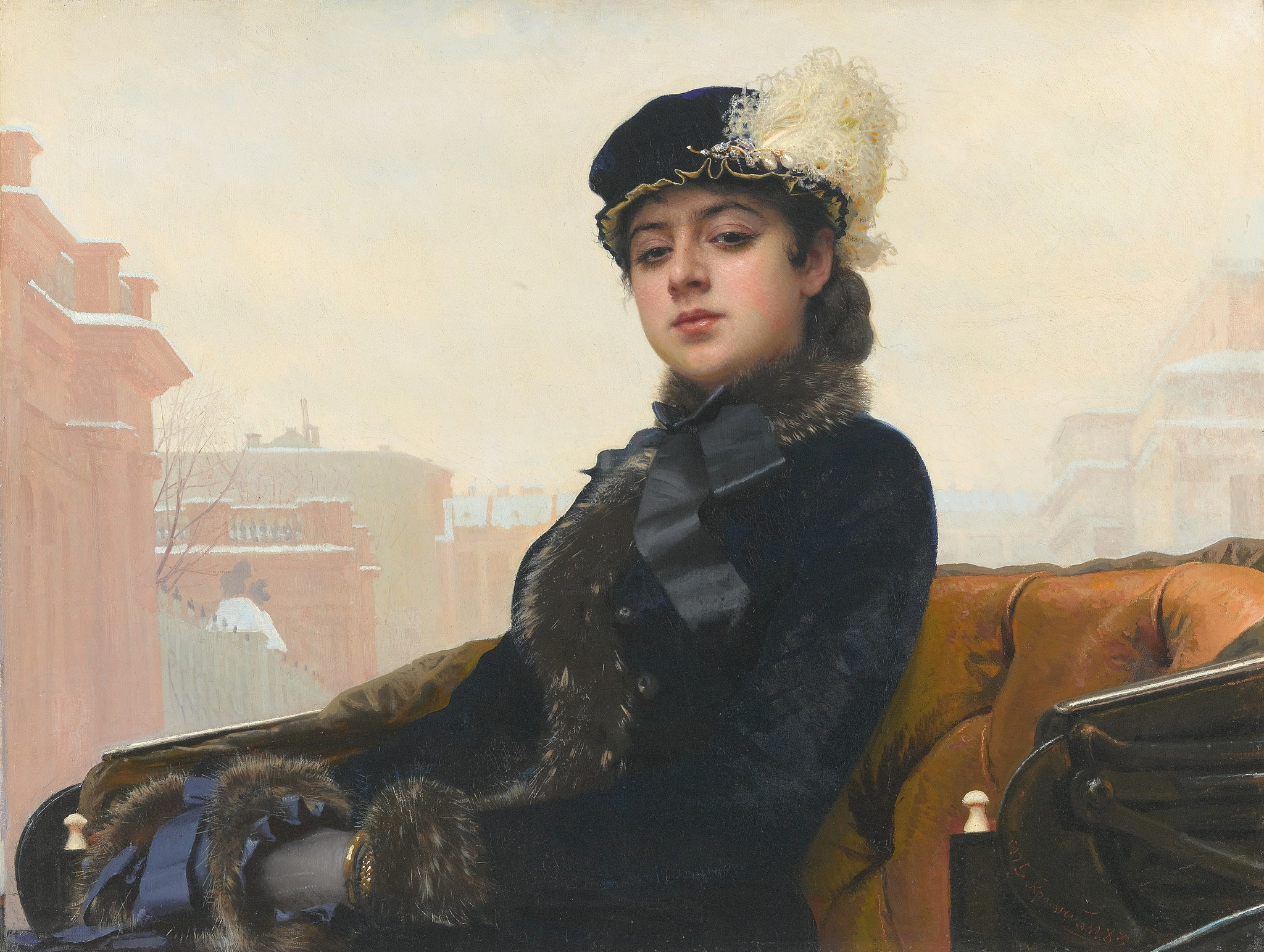
Ivan Kramskoi, Portretul unei femei necunoscute (1883)
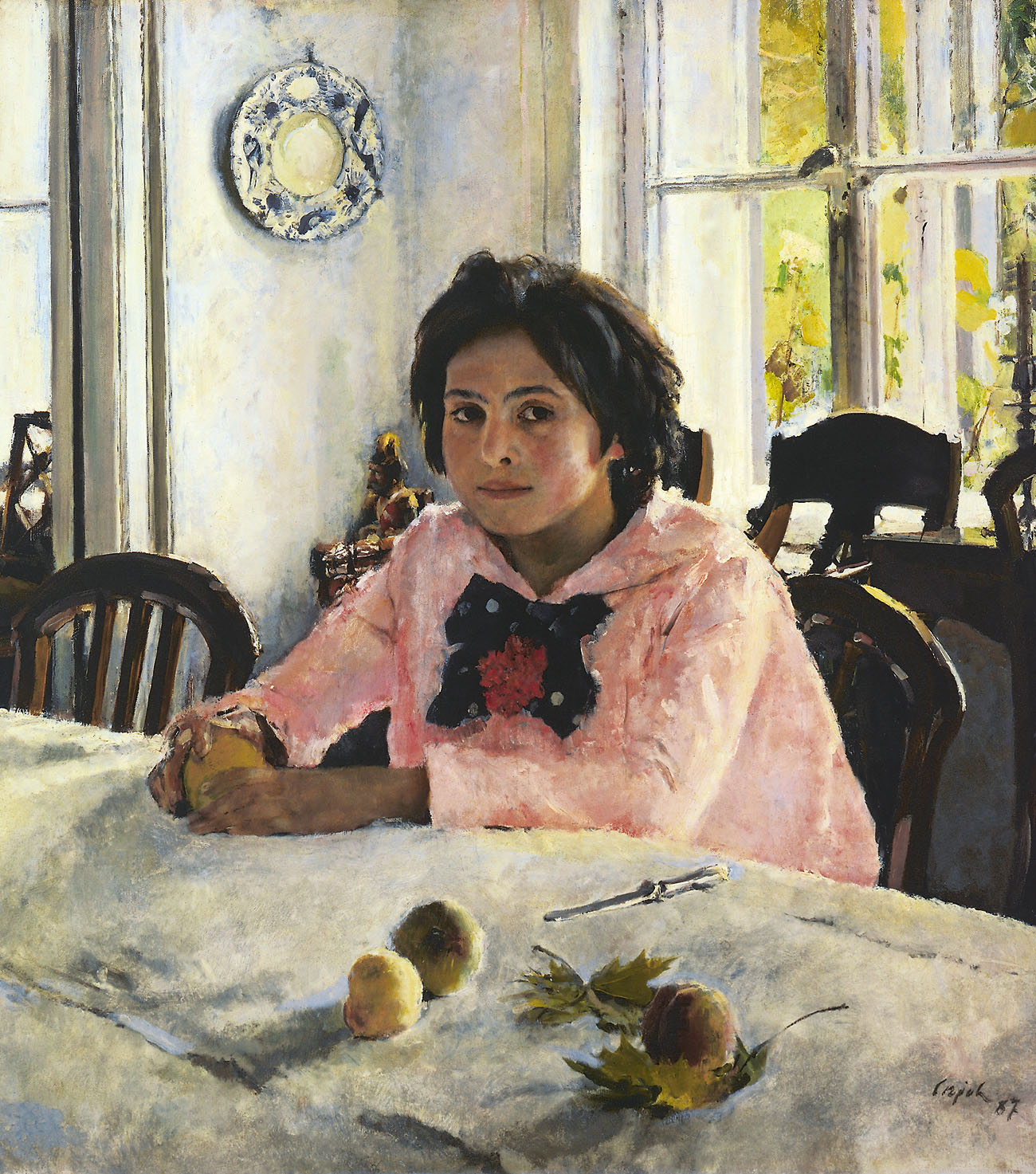
Valentin Serov, Fata cu piersici (1887)
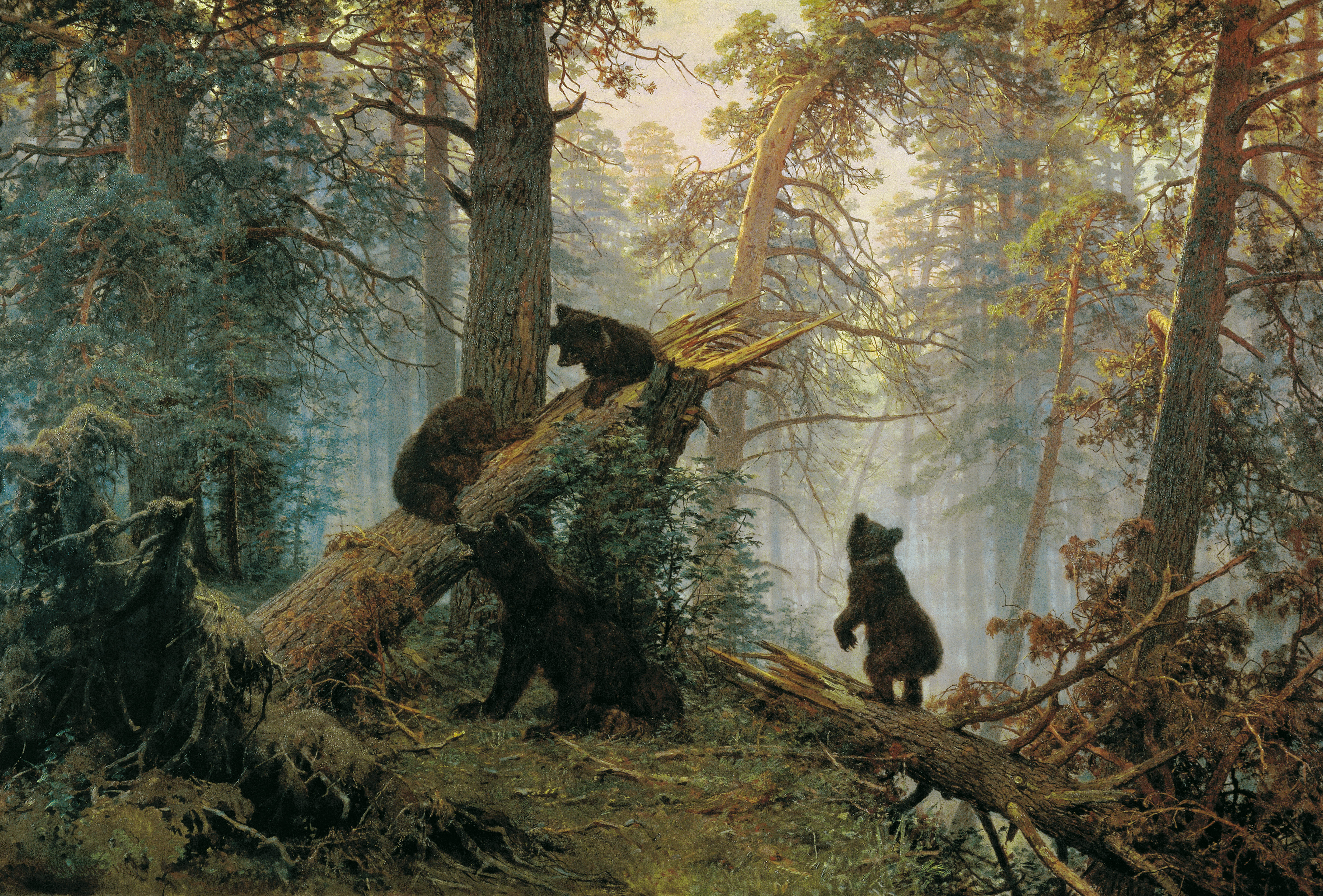
Ivan Şişkin şi Konstantin Saviţki, Dimineaţă în pădurea de pini (1889)
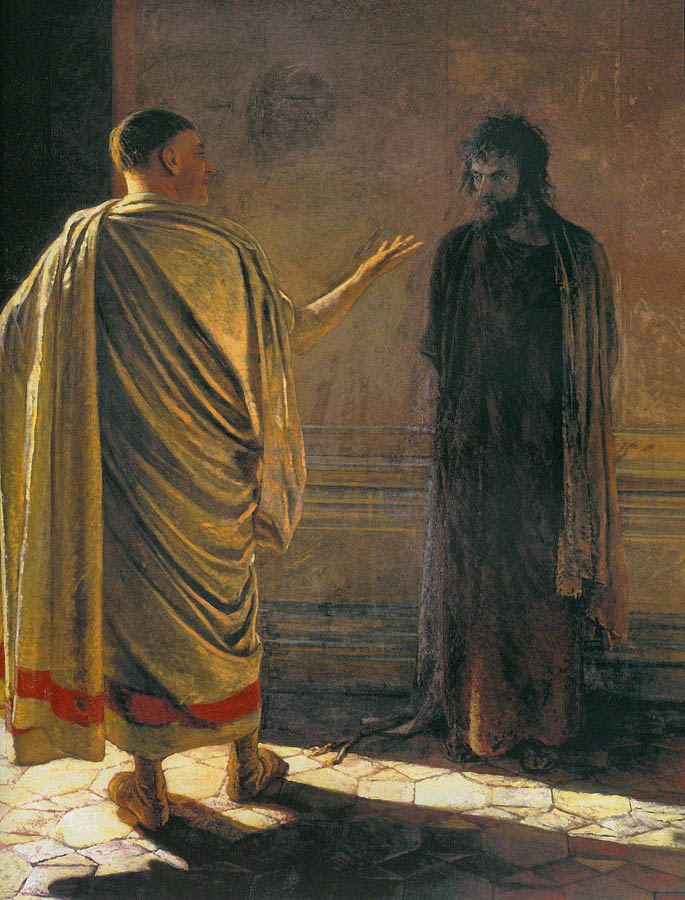
Nicolai Ge, Quod Est Veritas? (1890)
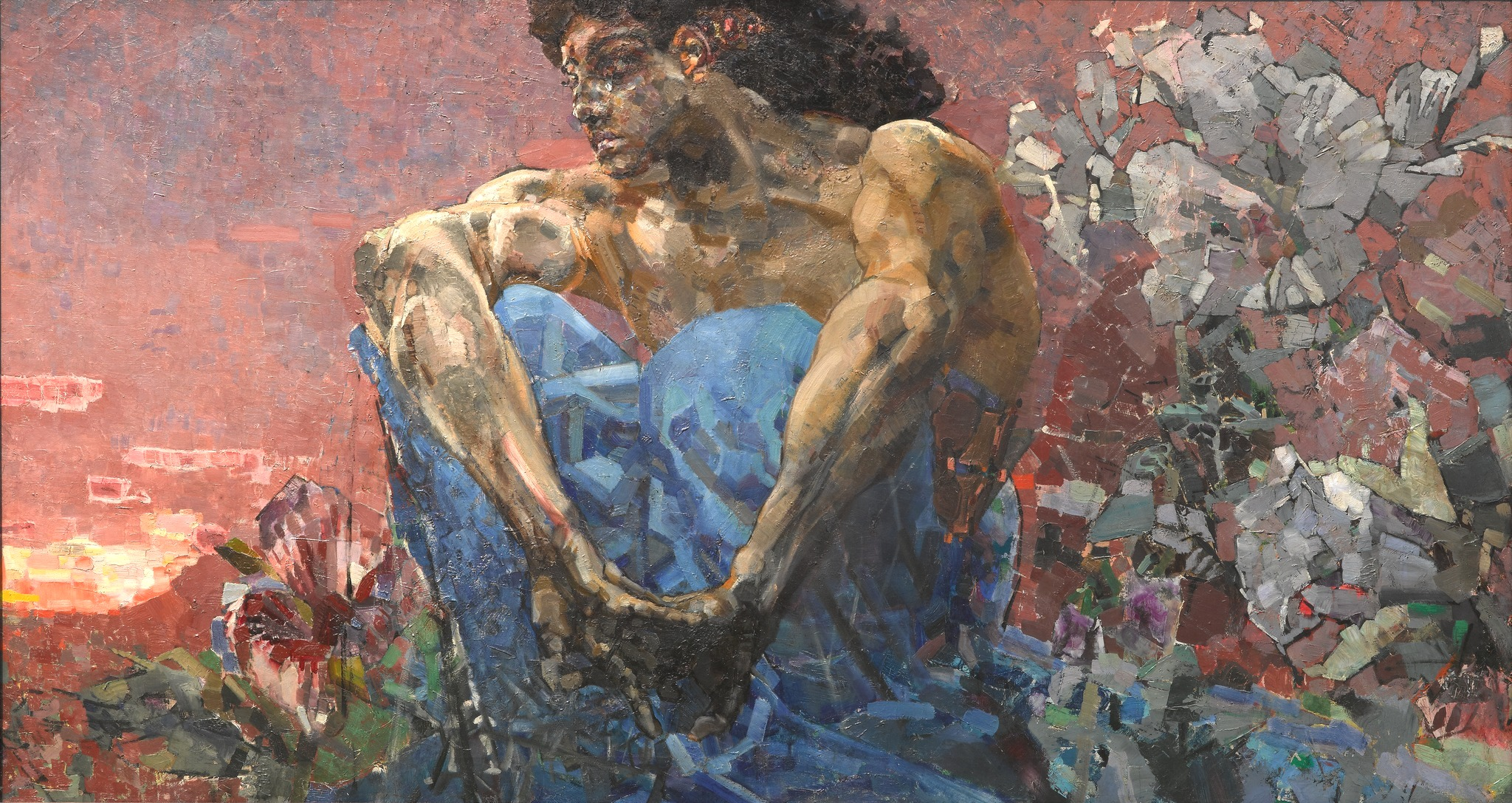
Mihail Vrubel, Demon stând în grădină (1890)
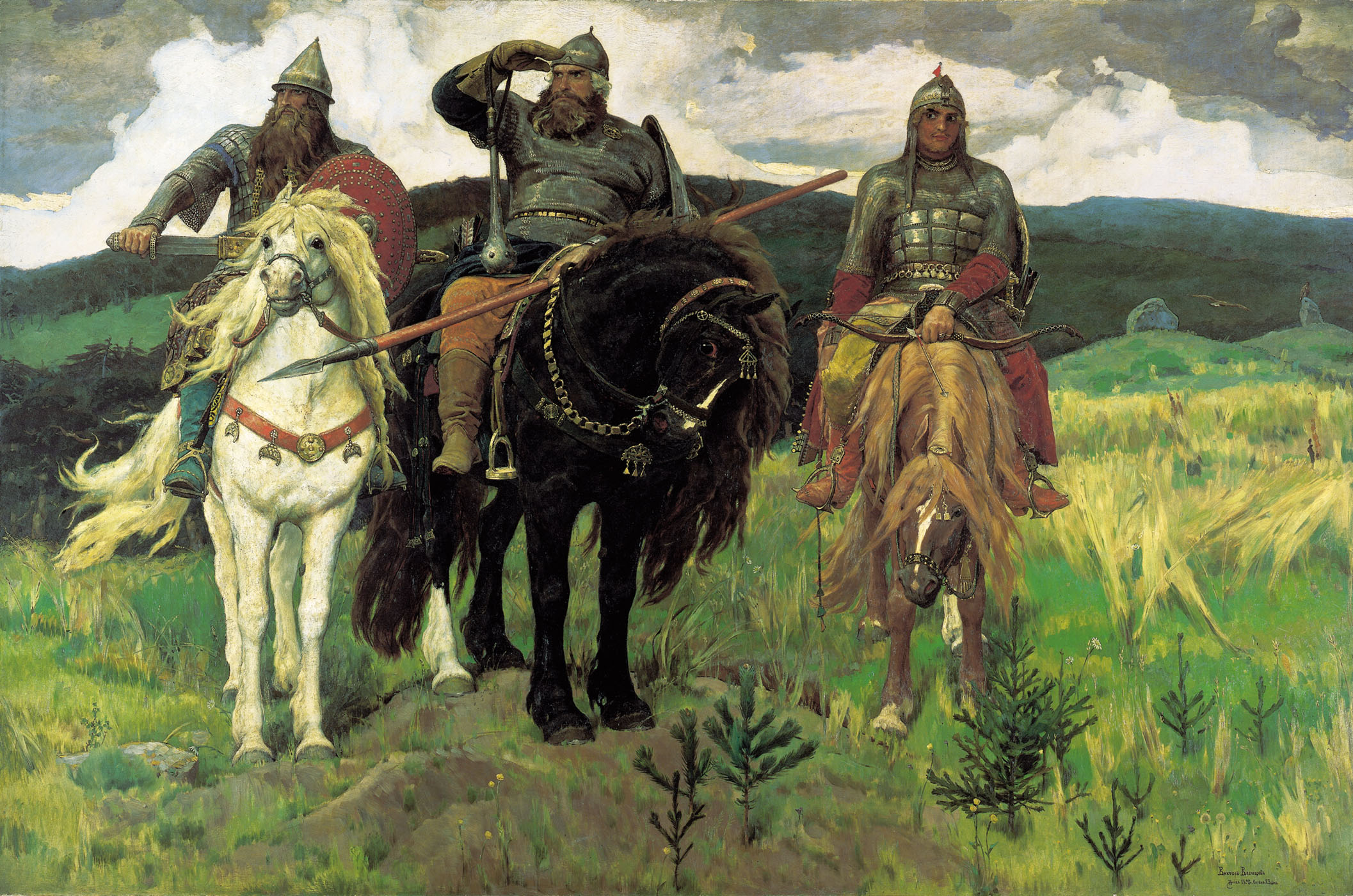
Victor Vasnețov, Viteji (1898)
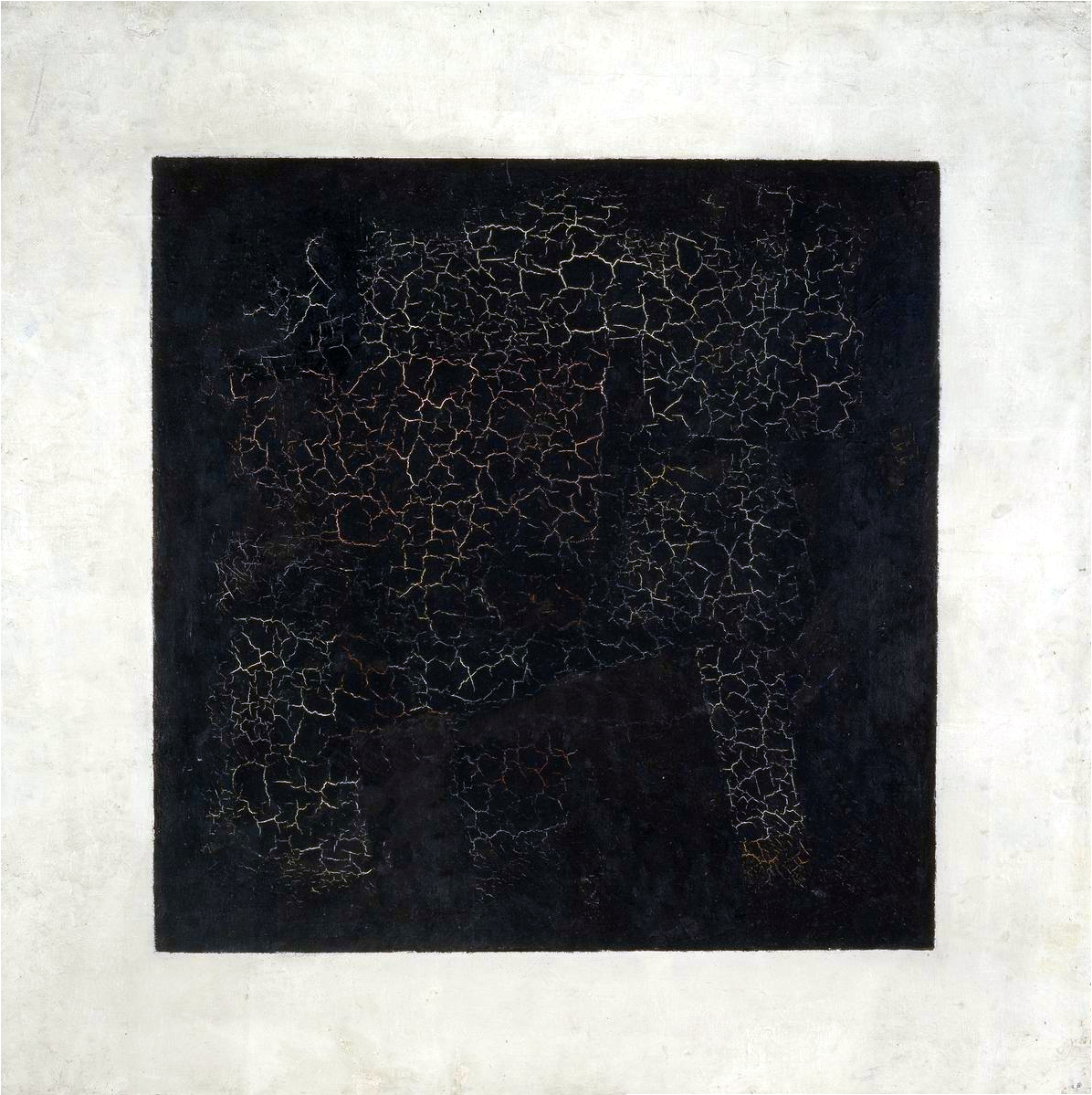
Kazimir Malevici, Pătrat negru (1915)